# Cantonul Villers-Farlay
Cantonul Villers-Farlay este un canton din arondismentul Dole, departamentul Jura, regiunea Franche-Comté, Franța.

## Comune
- Chamblay
- Champagne-sur-Loue
- Cramans
- Écleux
- Grange-de-Vaivre
- Mouchard
- Ounans
- Pagnoz
- Port-Lesney
- Villeneuve-d'Aval
- Villers-Farlay (reședință)